# Gustav Kolb (Mediziner)
Gustav Kolb (* 4. Dezember 1870 in Ansbach; † 20. März 1938 in Starnberg) war ein deutscher Psychiater, der mit seiner „offenen (Irren-)fürsorge“ in die Geschichte der Psychiatrie einging.

## Leben
Kolb studierte Medizin an der Universität Erlangen und war seit 1895 approbierter Arzt. Danach war er an der Heil- und Pflegeanstalt Bayreuth tätig. Kolb sah die Notwendigkeit, die überfüllten geschlossenen „Bewahr-“ Anstalten zu öffnen, in denen nach der Aufnahme eines Patienten bisher kaum mehr dessen Entlassung erwogen wurde. Er entwickelte hierfür während seiner Tätigkeit als Anstaltsdirektor in Kutzenberg (1905–1911) und Erlangen (1911–1934) ein System, das die Aufnahme und die Entlassung erleichterte und Arbeits- und Beschäftigungsmöglichkeiten bot. „Irrenschutzgerichte“ sollten die Anstaltsbetriebe kontrollieren. Mit Kinderabteilungen, Trinkerheilstätten und Altenheimen war auf die unterschiedlichen Bedürfnisse der Patienten einzugehen.
Trotz seiner konservativen Grundhaltung sah Kolb in den neuen politischen Bedingungen nach dem Ersten Weltkrieg eine günstige Gelegenheit, die Anstaltspsychiatrie in Richtung psychosozialer Versorgung zu verändern. Er ging 1919 an die Öffentlichkeit und forderte, sein Konzept einer gemeindenahen Psychiatrie in die Tat umzusetzen. Als wichtigste Maßnahme gegen die Überfüllung der Anstalten galt die Organisation von Fürsorgemaßnahmen außerhalb der Anstalt. Ein wesentlicher Bestandteil war dabei die Erfassung und Beobachtung der aus den Anstalten entlassenen Patienten und deren berufliche und soziale Wiedereingliederung.
Die Nationalsozialisten erkannten später diesen Teil des Kolb’schen Systems als ideales Werkzeug für ihre Gesundheits- und Rassenideologie und missbrauchten die Erfassungs- und Kontrollmechanismen für ihre Euthanasieprojekte.
Trotz Aufforderung des Regierungspräsidenten trat er im Mai 1933 nicht der NSDAP bei und wurde 1934 vorzeitig von seinem Direktorenposten in Erlangen entbunden.
Das auch im Ausland vielbeachtete System der offenen Fürsorge wurde von fast allen deutschen Kliniken übernommen.

## Publikationen
- Literatur von und über Gustav Kolb im Katalog der Deutschen Nationalbibliothek
- Hans Roemer, Gustav Kolb und Valentin Faltlhauser: Die offene Fürsorge in der Psychiatrie und ihren Grenzgebieten. Ein Ratgeber für Ärzte, Sozialhygieniker, Nationalökonomen, Verwaltungsbeamte sowie Organe der öffentlichen und privaten Fürsorge. Berlin, Julius Springer, 1927.
- als Hrsg. mit Oswald Bumke, Hans Roemer und Eugen Kahn: Handwörterbuch der psychischen Hygiene und der psychiatrischen Fürsorge. Walter de Gruyter & Co., Berlin 1930.